# Cantón de Coulanges-la-Vineuse
El cantón de Coulanges-la-Vineuse era una división administrativa francesa, que estaba situada en el departamento de Yonne y la región de Borgoña.

## Composición
El cantón estaba formado por doce comunas:
- Charentenay
- Coulangeron
- Coulanges-la-Vineuse
- Escamps
- Escolives-Sainte-Camille
- Gy-l'Évêque
- Irancy
- Jussy
- Migé
- Val-de-Mercy
- Vincelles
- Vincelottes

## Supresión del cantón de Coulanges-la-Vineuse
En aplicación del Decreto n.º 2014-156 de 13 de febrero de 2014, el cantón de Coulanges-la-Vineuse fue suprimido el 22 de marzo de 2015 y sus 12 comunas pasaron a formar parte del nuevo cantón de Vincelles.